# 喜連川縄氏
喜連川 縄氏（きつれがわ つなうじ / つぐうじ）は、江戸時代（幕末）の大名。下野喜連川藩の第11代藩主。

## 生涯
天保15年（1844年）4月7日、水戸藩主徳川斉昭の十一男（庶子）として生まれる。幼名は余一麿、初名は父より偏諱を受け昭縄（あきつな/あきつぐ）。文久2年（1862年）6月28日、喜連川藩主の喜連川宜氏が早世したため、末期養子として家督を継いだ。喜連川家の通字により諱を縄氏に改め、通称として左馬頭を称する。同年閏8月4日、第14代将軍徳川家茂に御目見する。
明治元年（1868年）5月28日、新政府に対し、病気の藩主縄氏に代わり、重臣を上洛させることを願う（第15代将軍となっていた実兄の徳川慶喜との直接的な対立を避ける意図もあったと思われる）。同年7月9日、新政府軍に対し、兵糧の献上を許可される。同年7月15日、新政府軍に対し会津藩に内通していると讒言を行った藩士二階堂安芸・主殿輔父子らの処分を命じる。同年8月8日、肥前藩兵とともに白河に藩兵を派遣する。同年、足利に復姓する。
明治2年（1869年）5月5日、病気を理由に養子の聡氏（実子の足利於菟丸はまだ生まれていなかった）に家督を譲って隠居し、明治7年（1874年）3月2日に死去した。

## 系譜
父母
- 徳川斉昭（実父）
- 立原利子 ー 立原杏所の娘、側室（実母）
- 喜連川宜氏（養父）

正室
- 武子 ー 松前崇広の娘

子女
- 足利於菟丸（長男）
- 足利亀三郎（次男）
- 足利順子 ー 渡辺長八郎室

養子
- 足利聡氏 ー 宮原義直の次男